# D-Shine
芸能プロダクションD-Shine（げいのうプロダクションディーシャイン、英: Talent agency D-Shine）は、東京都新宿区新宿に本社を置くSDPI株式会社の芸能事業部からなる芸能事務所。

## 概要
2009年（平成21年）12月、WEBプロモーション等を軸とした広告代理店としてSDPI株式会社が創業。2014年（平成26年）にタレントなどをマネージメントする芸能事業部を設立。所属者数は現在10名ほど。音楽制作を軸とする株式会社エイリアンミュージックとも営業提携を結んでいる。

## 主な所属タレント
- 桜井ルカ
- 月野叶
- 青山ほこ
- 松岡恵美
- 矢崎彩音
- 三咲舞花

## 提携タレント
- 左近鈴乃
- 小泉りあ
- 春名あかり

## 過去所属タレント
- エンジェル
- 黒崎アキ